# Gao
Gao (arabisch: Kaukau) ist eine Stadt in Mali. Sie war von 2012 bis zum 26. Januar 2013 Hauptstadt des nicht anerkannten Staates Azawad. An diesem Tag befreiten französische und malische Truppen die seit Juni 2012 von Islamisten besetzte Stadt im Rahmen der Opération Serval.
Gao liegt im Nordosten des Landes 226 m über dem Meeresspiegel am linken Ufer des Niger. Gao hat 86.633 Einwohner (Zensus 2009) und ist Hauptort der Region Gao.
Berühmt ist Gao für die rote Düne von Koyma, die direkt in Gao auf dem anderen Nigerufer liegt. Sie ist von der hinteren Seite eher flach und fällt auf der vorderen Seite steil und direkt in den Fluss Niger. Man kann auf ihr spazieren. Sie ist eines der natürlichen Wahrzeichen der Stadt Gao.
Als Knotenpunkt wichtiger Handelsstraßen entwickelte sich die Stadt zu einem Zentrum des Handels, insbesondere des Transsaharahandels.

## Geschichte

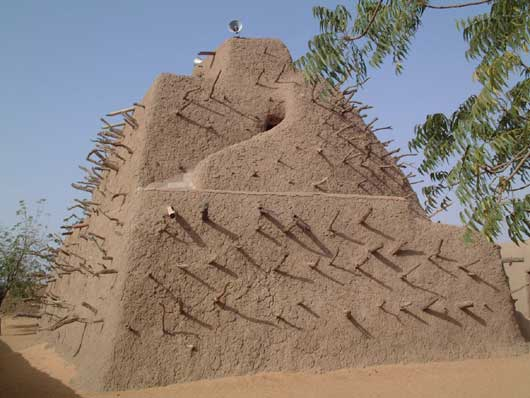
Grabmal von Askia

Gao war die Hauptstadt des seit dem 9. Jahrhundert bezeugten Gao-Reichs, im 15. und 16. Jahrhundert die des Songhaireichs. Hier befindet sich das in das Weltkulturerbe aufgenommene Grabmal von Askia.

### 21. Jahrhundert
Im November 2007 schlug eine Serie von Attentaten auf den Gouverneur der Region und mehrere andere Funktionäre fehl. Seither galt die Stadt als durch Rebellenangriffe gefährdet.
Am 31. März 2012 nahmen Kämpfer der Tuareg Gao ein, so wie tags zuvor Kidal. Gao wurde nach der Unabhängigkeitserklärung der Nationalen Bewegung für die Befreiung des Azawad (MNLA) zur Hauptstadt des neuen Staates Azawad ernannt. Am 28. Juni 2012 wurde die MNLA von der islamistischen Rebellengruppe Ansar Dine aus Gao vertrieben. Ansar Dine und die Bewegung für Einheit und Dschihad in Westafrika (MUJAO) versuchten seitdem, in Gao die Scharia durchzusetzen. Malische Soldaten haben mit Unterstützung der Franzosen sowie Militärs aus Niger und Tschad die Stadt Gao am 26. Januar 2013 von den Islamisten zurückerobert. In Gao wurde unter deutscher Beteiligung ein Führungsstab der ab Juli 2013 in Mali operierenden internationalen Friedensmission MINUSMA eingerichtet.
Am 18. Januar 2017 wurden durch einen von fünf Selbstmordattentätern ausgeführten Anschlag auf einen Militärstützpunkt mindestens 55 Menschen getötet und 115 weitere verletzt. Die Terrororganisation al-Qaida im Islamischen Maghreb (AQMI) bekannte sich zu dem Anschlag. Der Anschlag sei von Kämpfern der örtlichen Al-Qaida-Gruppe Al Mourabitoun ausgeführt worden. UN-Generalsekretär António Guterres nannte den Anschlag eine „abscheuliche Tat“. Die Entschlossenheit der Vereinten Nationen, Mali im Kampf gegen den Terrorismus und bei der Suche nach Frieden zu unterstützen, sei dadurch weiter gestärkt worden. Die deutsche Bundesregierung verurteilte den Anschlag als Versuch, den Friedensprozess in Mali zu sabotieren.

## Einwohnerentwicklung
Die folgende Übersicht zeigt die Einwohnerzahlen nach dem jeweiligen Gebietsstand seit der Volkszählung 1976.
| 1976 (Zensus) | 30.714 |
| 1987 (Zensus) | 55.266 |
| 1998 (Zensus) | 52.201 |
| 2009 (Zensus) | 86.353 |

## Verkehrsanbindung
Gao liegt am östlichen Ende der Nationalstraße 15 sowie am Beginn der Nationalstraße 17, die die Verbindung in Richtung Niamey in Niger herstellt. Die Stadt ist außerdem Startpunkt der Tanezrouftpiste, einer Transsahara-Route Richtung Norden zur algerischen Grenze und weiter nach Reggane. Östlich von Gao befindet sich ein kleiner Flughafen mit dem IATA-Code GAQ. In der Nähe des Flughafens quert seit 2006 die Pont de Wabaria den Niger, die einzige Nigerbrücke auf hunderten von Kilometern stromauf- und stromabwärts.

## Klima
Die Durchschnittstemperatur in Gao liegt bei 27 °C. Am kältesten ist es dabei im Januar mit ca. 22 °C und am wärmsten im Mai (etwa 35 °C).
Die Jahresniederschlagsmenge beträgt 260 mm, ist allerdings sehr ungleichmäßig verteilt: Das Maximum von über 100 mm wird im August erreicht, über zehn Monate hinweg ist die Niederschlagsmenge jedoch geringer als die Verdunstung (arides Klima). In fünf Monaten fällt durchschnittlich gar kein Regen.
|                       | Jan  | Feb  | Mär  | Apr  | Mai  | Jun  | Jul  | Aug  | Sep  | Okt  | Nov  | Dez  |   |      |
| Mittl. Tagesmax. (°C) | 30,1 | 33,0 | 37,1 | 40,4 | 42,5 | 41,3 | 38,1 | 35,2 | 37,7 | 39,1 | 36,2 | 31,5 | ⌀ | 36,9 |
| Mittl. Tagesmin. (°C) | 14,5 | 16,6 | 20,6 | 23,6 | 26,3 | 27,6 | 25,9 | 24,2 | 25,1 | 24,3 | 20,2 | 15,8 | ⌀ | 22,1 |
|                       |      |      |      |      |      |      |      |      |      |      |      |      |   |      |
| Niederschlag (mm)     | 0    | 0    | 0    | 1    | 5    | 27   | 73   | 107  | 38   | 7    | 0    | 0    | Σ | 258  |
|                       |      |      |      |      |      |      |      |      |      |      |      |      |   |      |
| Sonnenstunden (h/d)   | 9,0  | 9,7  | 9,6  | 9,7  | 9,6  | 9,0  | 9,1  | 8,5  | 9,2  | 9,4  | 9,8  | 8,9  | ⌀ | 9,3  |
|                       |      |      |      |      |      |      |      |      |      |      |      |      |   |      |
| Regentage (d)         | 0    | 0    | 0    | 0    | 1    | 3    | 6    | 7    | 5    | 1    | 0    | 0    | Σ | 23   |
|                       |      |      |      |      |      |      |      |      |      |      |      |      |   |      |
| Luftfeuchtigkeit (%)  | 22   | 18   | 17   | 16   | 23   | 33   | 46   | 52   | 44   | 26   | 22   | 21   | ⌀ | 28,4 |

| 14,5 |

| 16,6 |

| 20,6 |

| 23,6 |

| 26,3 |

| 27,6 |

| 25,9 |

| 24,2 |

| 25,1 |

| 24,3 |

| 20,2 |

| 15,8 |

| 14,5 |

| 16,6 |

| 20,6 |

| 23,6 |

| 26,3 |

| 27,6 |

| 25,9 |

| 24,2 |

| 25,1 |

| 24,3 |

| 20,2 |

| 15,8 |

## Wirtschaft
Nordmali mit Gao und Kidal bildet heute ein Drehkreuz des Drogenschmuggels von Südamerika Richtung Europa.
Augenfällig wurde das im November 2009. Am 5. November 2009 landete eine Boeing 727-230 (Kennzeichen J5-GCU) auf einem illegalen Wüstenflugplatz bei Sinkrebaka in Mali. Dieser soll entweder 200 km nördlich von Gao liegen oder aber nahe Bourem, etwa 90 km nordnordwestlich Gao; eine dritte Quelle gibt hierfür den Ort Tarkint an, etwa 135 km nördlich Gao. Die bis 1992 als D-ABKP von Lufthansa betriebene und dann an Istanbul Airlines verkaufte Maschine war im Besitz von Africa Air Assistance aus Dakar, Senegal, einer Tochtergesellschaft der im spanischen Málaga ansässigen West African Aviation. Sie war in Guinea-Bissau registriert, wurde allerdings von Venezuela aus mit nigerianischer Besatzung geflogen. Nach der Landung sollen viele Tonnen von Kokain entladen worden sein. Einer Variante zufolge wurde das Flugzeug nach Abtransport der Drogen angezündet. Einer anderen nach stürzte die Maschine beim Wiederstart ab. Das Auffinden des ausgebrannten Wracks wurde vom United Nations Office on Drugs and Crime (UNODC) gemeldet.

## Die Moscheen von Gao

### Regionale Muster
Die Moscheen des Niger-Bogens und der Steppe vor der Sahara bilden eine Gruppe, die dem nördlichen Ende der Sahelzone entspricht und in direktem Kontakt mit der Wüste steht. Die Hauptfassade der Moscheen in der Nigerschleife ist glatt, ohne vertikale Elemente, und Terrassen mit Zinnen sind selten. An der Außenfassade bildet die Mihrab einen niedrigen Vorsprung, der in einer konischen Spitze endet, aber nicht von einem Turm überragt wird. Im Inneren der Moschee sind die Säulen massiv, es gibt keine Arkaden und nur wenige Wanddekorationen. Nur das Minarett ragt aus diesen eher niedrigen Gebäuden heraus. Kurz gesagt, diese Gruppe von Moscheen findet sich hauptsächlich im Norden Malis und Nigers und ist das Vorrecht der Songhay- und Tuareg-Bevölkerung. Sie zeichnet sich durch ein Minarett, einen niedrigen und vorspringenden konischen Mihrab-Turm, die Seltenheit von Strebepfeilern und Zinnen sowie massive Stützen in der Gebetshalle aus, wie bei den Moscheen von Sankore und Sidi Yahya in Timbuktu und Tendirma in Mali.

### Die Moscheen von Gao
Gao war einst das Zentrum des Songhay-Reiches und ein lebhaftes Handelszentrum. Seine drei städtischen Siedlungen sind ein reiches historisches Erbe: Gao-Saney, Alt-Gao und Gao. Ausgrabungen in Gao-Saney, die älteste Siedlung östlich der modernen Stadt, enthüllte einen königlichen Friedhof, der mit Epitaphien und Grabsteinen aus dem Jahr 1104. Das alte Gao, das im achten bis zehnten Jahrhundert erbaut wurde, koexistierte mit Gao-Saney und war ein integraler Bestandteil des städtischen Gefüges der Stadt.
Im alten Gao wurden bei Ausgrabungen zwei monumentale Gebäude aus dem frühen zehnten Jahrhundert freigelegt. Eines dieser Bauwerke, von dem man annimmt, dass es sich um eine Moschee handelt, weist Dimensionen auf, die auf seine Bedeutung innerhalb der Gemeinschaft hinweisen. Die Moschee hat ungefähr die Maße von [hier einfügen] und weist architektonische Elemente auf, die für diese Zeit charakteristisch sind. Diese Moschee spielte wahrscheinlich eine zentrale Rolle im religiösen und kulturellen Leben des alten Gao und diente als Ort der Anbetung und des Zusammenkommens der Gemeinschaft.
Außerdem deutet das Fehlen einer Mihrab-Nische in dieser Moschee darauf hin, dass sie möglicherweise von frühen muslimischen Gemeinschaften, möglicherweise Ismailis oder Ibadis, genutzt wurde, was die vielfältige religiöse Landschaft der Region zu dieser Zeit widerspiegelt. Die aus dem späten zwölften bis vierzehnten Jahrhundert stammende Moschee ist eine der ältesten bisher in Westafrika ausgegrabenen Moscheen und bietet wertvolle Einblicke in die frühe Verbreitung des Islam in der Region.
Darüber hinaus weist das Grabmal der Moschee von Askia Muhammad, das zwischen 1493 und 1538 erbaut wurde, einzigartige architektonische Elemente und umfangreiche Abmessungen auf. Mit einer Fläche von etwa 2500 m² bestand dieses große Bauwerk aus sieben parallel zur Qibla-Mauer verlaufenden Erkern, deren Arkaden auf breiten Pfeilern ruhten. Der Innenhof der Moschee, der größer war als die überdachte Halle, hatte in der Mitte ein 12 Meter hohes Minarett. Dieses markante, mit Toron verzierte Minarett ähnelte der Moschee von Ibn Tulun in Kairo und verdeutlicht die architektonischen Einflüsse, die die Moscheen von Gao in dieser Zeit prägten.

## Galerie

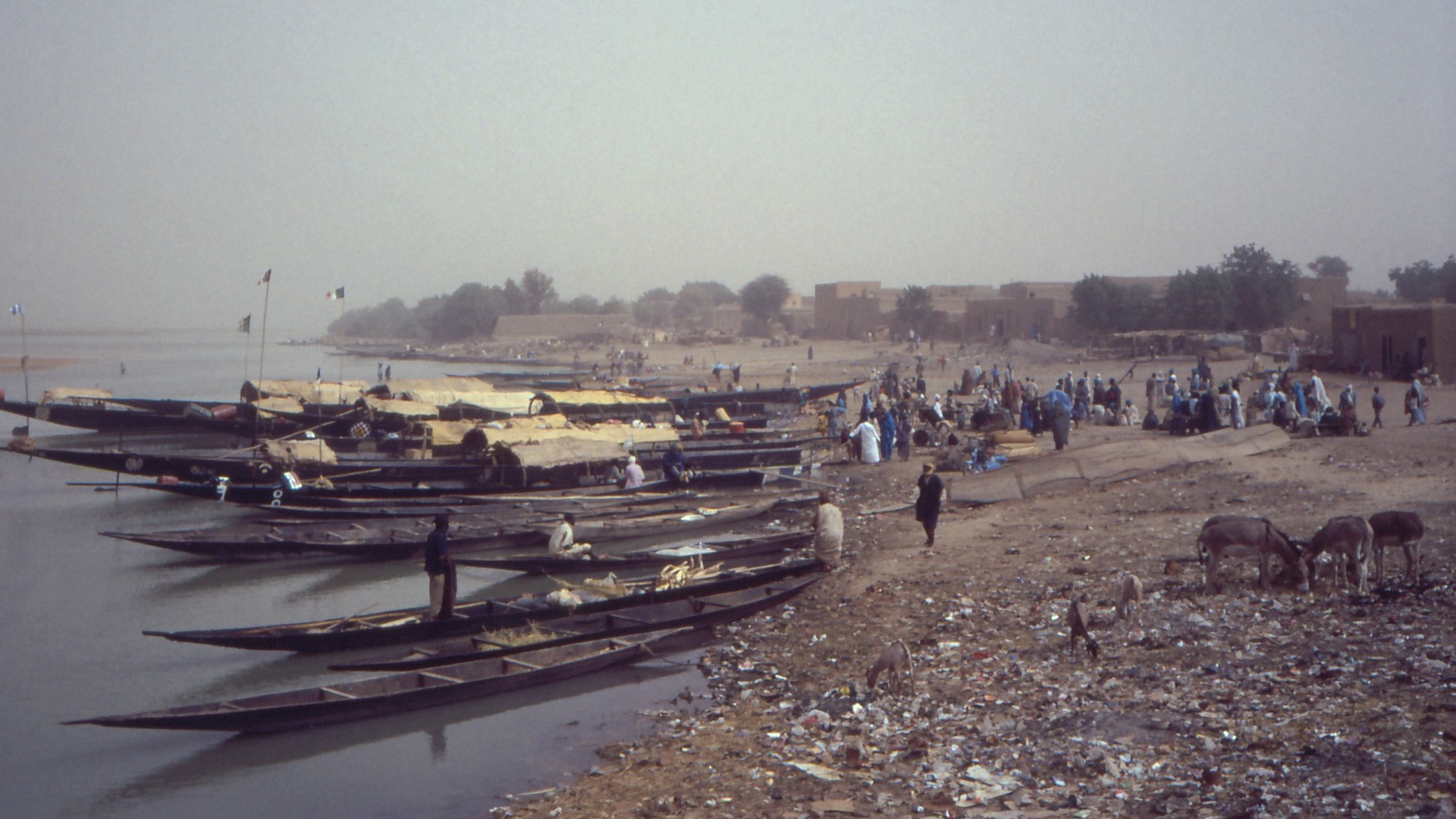
Pirogen am Niger bei Gao
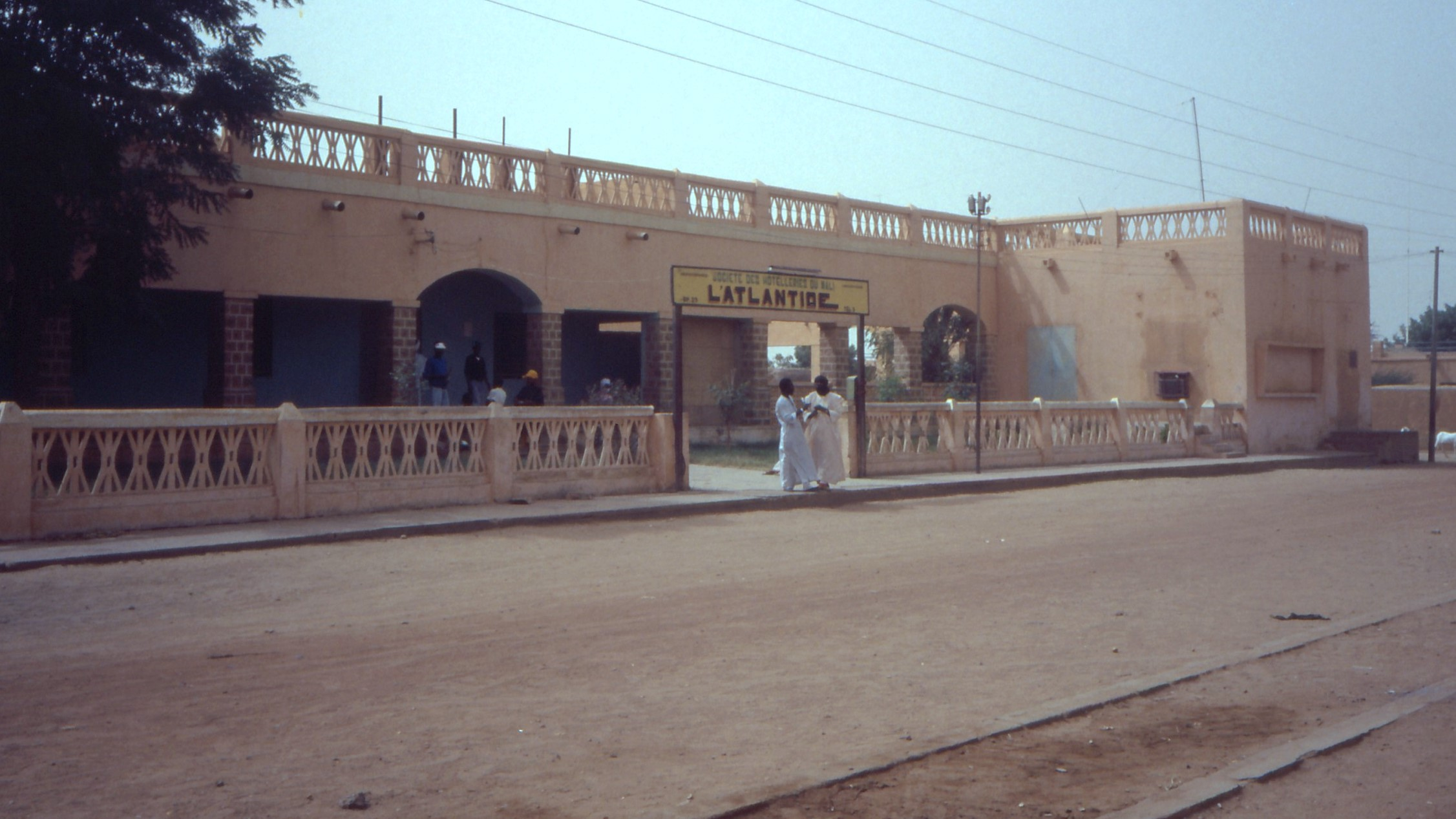
Hotel L’Atlantide in Gao
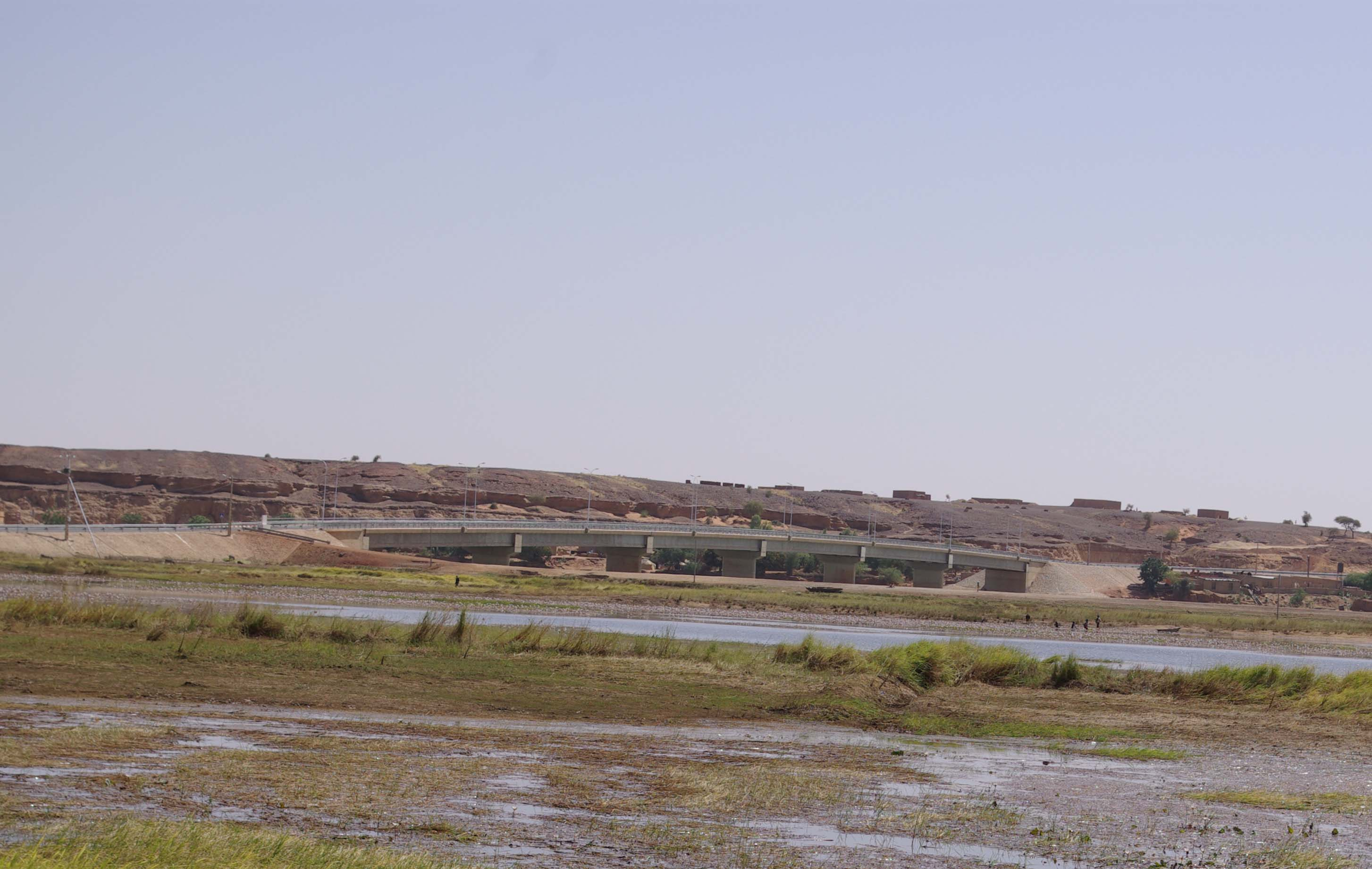
Brücke über den Niger (2008)
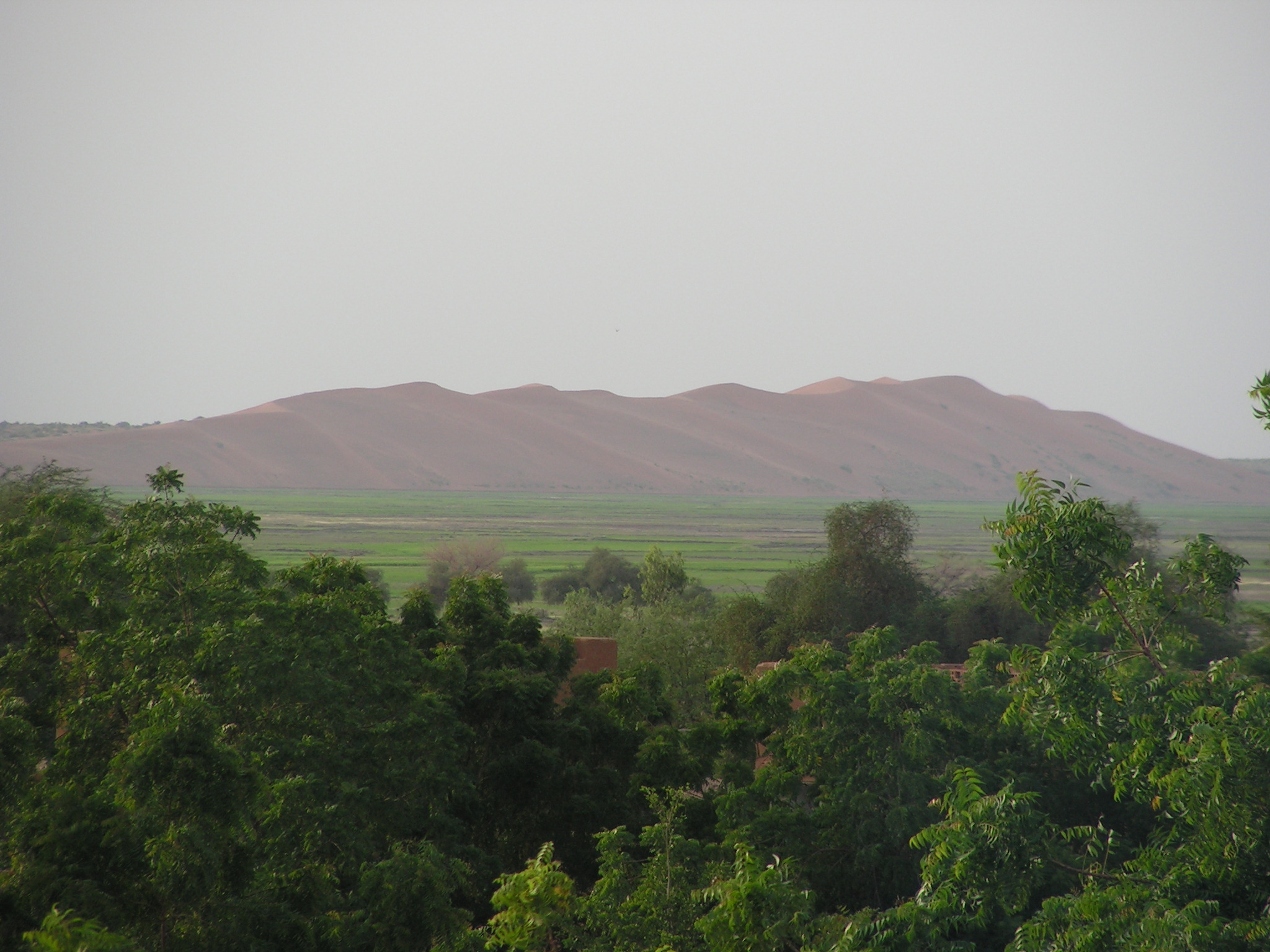
Blick vom Askia-Grab auf die Rosa Düne

## Partnerstadt
- Thionville, Frankreich

## Persönlichkeiten
- Soumeylou Boubèye Maïga (1954–2022), Politiker
- Fatimata Touré (* 1956), Frauenrechtsaktivistin
- Abdoulaye Idrissa Maïga (* 1958), Politiker
- Issoufi Maïga (* 2002), Fußballspieler